# 더리온주의

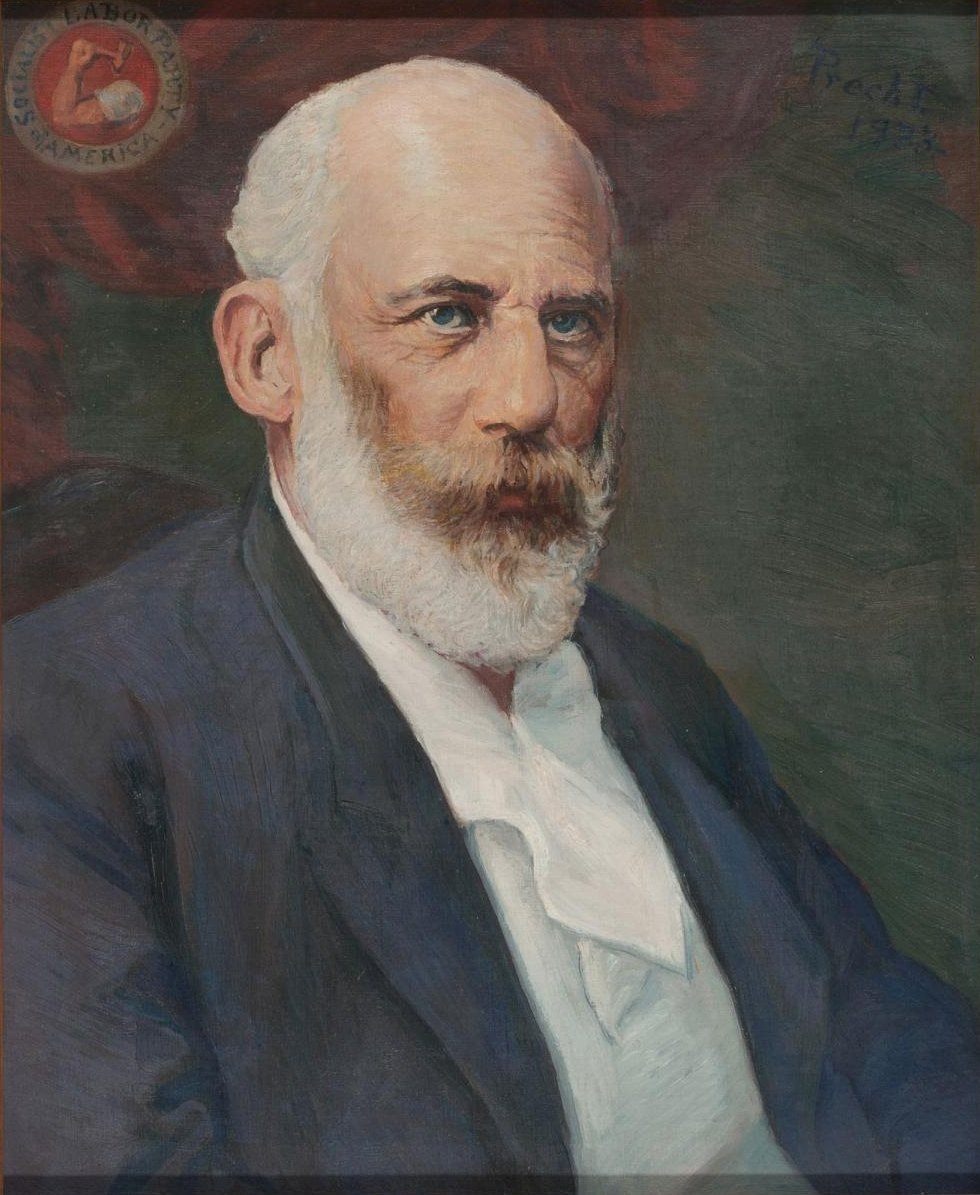

더리온주의(De Leonism)는 대니얼 더리온에 의해 발달된 생디칼리슴적 마르크스주의 이론이다. 드 레온은 미국 사회당의 초기 지도자로서 당대 유행하던 생디칼리슴과 정통 마르크스주의를 조합하였다. 드 레온주의 이론에 따르면 전투적 산별노조야말로 계급투쟁을 이끄는 동력이며, 프롤레타리아트-노동계급의 이익을 대변하는 산별노조는 사회주의 시스템을 정립시키기 위해 필요한 변화를 이끌어낼 수 있을 것이라 본다. 더리온주의는 아나르코공산주의와 일부 요소(예컨대 노조의 직장 관리)를 공유하며, 드 레온주의자들은 사회당 당원들과 함께 세계산업노동자연맹 주요 구성원을 이루었다.

## 같이 보기
- 불가능주의
- 세계산업노동자연맹